# آندره زوکا
آندره زوکا (انگلیسی: André Zucca؛ 1897 – 1973 (aged 75 or 76)) عکاسی اهل فرانسه بود.